# Gabriel Falcão Lira
Gabriel Falcão Lira (Cachoeiras de Macacu, 5 de julho de 2003) é um judoca brasileiro.

## Carreira
Falcão pratica judô desde os 3 anos de idade. Em 2016 tornou-se atleta do Instituto Reação, no Rio de Janeiro.
No Jogos Pan-Americanos Júnior de 2021, realizado em Cali, na Colômbia, Falcão conquistou a medalha de ouro na categoria 73kg.
No Jogos Pan-Americanos de 2023, Falcão conquistou seu maior título, obtendo a medalha de ouro na categoria 73kg. Também obteve medalha de prata pela participação na modalidade por equipes mistas.
Chegou à sua primeira disputa por medalhas no Circuito Mundial sênior no Grand Prix de Zagreb em 2024, onde obteve a medalha de prata, agora na categoria -81 kg. 
No Campeonato Pan-Americano de Judô de 2025, conquistou a medalha de ouro, seu primeiro título neste torneio.